# استخوان‌خور کوچک
استخوان‌خور کوچک (نام علمی: Leptoptilos javanicus) نام یک گونه از سرده لک‌لک‌های گرمسیری است.